# Municipio de Doyle (Iowa)
El municipio de Doyle (en inglés: Doyle Township) es un municipio ubicado en el condado de Clarke en el estado estadounidense de Iowa. En el año 2019 tenía una población de 335 habitantes y una densidad poblacional de 2,33 personas por km².

## Geografía
El municipio de Doyle se encuentra ubicado en las coordenadas 40°56′26″N 93°57′26″O / 40.94056, -93.95722. Según la Oficina del Censo de los Estados Unidos, el municipio tiene una superficie total de 93.27 km², de la cual 93,22 km² corresponden a tierra firme y (0,05 %) 0,04 km² es agua.

## Demografía
Según el censo de 2010, había 217 personas residiendo en el municipio de Doyle. La densidad de población era de 2,33 hab./km². De los 217 habitantes, el municipio de Doyle estaba compuesto por el 100 % blancos. Del total de la población el 0 % eran hispanos o latinos de cualquier raza.